# Hengshui
Hengshui (en chino, 衡水; pinyin, Héngshuǐ (escuchar)ⓘ) es una ciudad-prefectura en la provincia de Hebei, China. Su área es de 8836 km² y su población total para 2010 superó los 4,47 millones de habitantes. 

## Administración
A 2016, La ciudad-prefectura de Hengshui se divide en 11 localidades que se administran en 2 distritos urbano, 1 ciudad suburbana y 8 condados rurales:

- Distrito Taocheng (桃城区, Táochéng Qū)
- Distrito Jizhou (冀州区, Jìzhōu Qū)
- Ciudad Shenzhou (深州市, Shēnzhōu Shì)
- Condado Zaoqiang (枣强县, Zǎoqiáng Xiàn)
- Condado Wuyi (武邑县, Wǔyì Xiàn)
- Condado Wuqiang (武强县, Wǔqiáng Xiàn)
- Condado Raoyang (饶阳县, Ráoyáng Xiàn)
- Condado Anping (安平县, Ānpíng Xiàn)
- Condado Gucheng (故城县, Gùchéng Xiàn)
- Condado Jing (景县, Jǐng Xiàn)
- Condado Fucheng (阜城县, Fùchéng Xiàn)

## Toponimia
El topónimo Hengshui [/Jəng-Shuéi/] apareció por primera vez durante la dinastía Wei del Norte. Una inscripción menciona que el emperador Wencheng (魏文成帝) celebró un gran ritual de purificación en las orillas del 'Hengshui'. Aquí, 'Hengshui' se refería al nombre de un río, específicamente una sección del río Zhang (漳河) que atravesaba el área del actual Distrito Jizhou (冀州区).
Durante la dinastía Sui, se estableció el condado Hengshui. El nombre derivó de "el río Zhang fluye horizontalmente" esto indica la orientación del río en una dirección específica. Desde entonces, "Hengshui" se ha mantenido a lo largo de las dinastías.

## Historia
- En la dinastía Sui es nombrada como condado.
- En 1982 como ciudad nivel.
- En 1995 como ciudad-prefectura.

## Monumentos
En el Hospital Internacional de la Paz Harrison Hengshui, se encuentra el nombre del Dr. Tillson Harrison, un mártir de la revolución china. El doctor Harrison, un canadiense, murió en 1947 mientras transportaba equipos y suministros médicos. Algunos de estos equipos se exhibe en una sala de exposiciones en el hospital. El hospital utiliza la medicina tradicional china y la moderna tecnología occidental.
La ciudad es reconocida como el centro de la pintura. Zhang Rukayii nació en la provincia de Hebéi y desde 1972, comenzó a aprender el arte de la pintura. En abril de 1996, se le confirió el título de Maestro de Artes Populares y Artesanías de China por la UNESCO.

## Economía
Región rica en trigo, maíz, sorgo, algodón, maní, soja, manzana, pera, durazno, dátil, químicos, textiles, generación de energía, elaboración de bebidas, materiales de construcción, pinturas, etc.

## Clima
Hengshui es una zona de clima continental de monzón, que es cálida y semiárida. El clima se caracteriza por cuatro estaciones distintas, con grandes diferencias entre frío y calor, seco y húmedo.
| Parámetros climáticos promedio de Hengshui (1981–2010) | Parámetros climáticos promedio de Hengshui (1981–2010) | Parámetros climáticos promedio de Hengshui (1981–2010) | Parámetros climáticos promedio de Hengshui (1981–2010) | Parámetros climáticos promedio de Hengshui (1981–2010) | Parámetros climáticos promedio de Hengshui (1981–2010) | Parámetros climáticos promedio de Hengshui (1981–2010) | Parámetros climáticos promedio de Hengshui (1981–2010) | Parámetros climáticos promedio de Hengshui (1981–2010) | Parámetros climáticos promedio de Hengshui (1981–2010) | Parámetros climáticos promedio de Hengshui (1981–2010) | Parámetros climáticos promedio de Hengshui (1981–2010) | Parámetros climáticos promedio de Hengshui (1981–2010) | Parámetros climáticos promedio de Hengshui (1981–2010) |
| Mes                                                    | Ene.                                                   | Feb.                                                   | Mar.                                                   | Abr.                                                   | May.                                                   | Jun.                                                   | Jul.                                                   | Ago.                                                   | Sep.                                                   | Oct.                                                   | Nov.                                                   | Dic.                                                   | Anual                                                  |
| ------------------------------------------------------ | ------------------------------------------------------ | ------------------------------------------------------ | ------------------------------------------------------ | ------------------------------------------------------ | ------------------------------------------------------ | ------------------------------------------------------ | ------------------------------------------------------ | ------------------------------------------------------ | ------------------------------------------------------ | ------------------------------------------------------ | ------------------------------------------------------ | ------------------------------------------------------ | ------------------------------------------------------ |
| Temp. máx. media (°C)                                  | 3.2                                                    | 7.2                                                    | 13.7                                                   | 21.8                                                   | 27.4                                                   | 31.9                                                   | 32.0                                                   | 30.5                                                   | 26.9                                                   | 21.0                                                   | 11.8                                                   | 4.9                                                    | 19.4                                                   |
| Temp. media (°C)                                       | −2.7                                                   | 0.9                                                    | 7.2                                                    | 15.1                                                   | 20.9                                                   | 25.7                                                   | 27.1                                                   | 25.6                                                   | 20.9                                                   | 14.3                                                   | 5.6                                                    | −0.7                                                   | 13.3                                                   |
| Temp. mín. media (°C)                                  | −7.1                                                   | −3.9                                                   | 1.9                                                    | 9.2                                                    | 14.9                                                   | 20.0                                                   | 22.8                                                   | 21.5                                                   | 16.1                                                   | 9.2                                                    | 0.9                                                    | −4.8                                                   | 8.4                                                    |
| Precipitación total (mm)                               | 2.0                                                    | 5.4                                                    | 11.4                                                   | 18.5                                                   | 37.4                                                   | 71.3                                                   | 147.1                                                  | 116.4                                                  | 46.1                                                   | 27.1                                                   | 11.1                                                   | 3.1                                                    | 496.9                                                  |
| Humedad relativa (%)                                   | 60                                                     | 55                                                     | 53                                                     | 54                                                     | 59                                                     | 60                                                     | 75                                                     | 79                                                     | 72                                                     | 66                                                     | 66                                                     | 64                                                     | 63.6                                                   |
| Fuente: China Meteorological Administration            |                                                        |                                                        |                                                        |                                                        |                                                        |                                                        |                                                        |                                                        |                                                        |                                                        |                                                        |                                                        |                                                        |

## Lago Hengshui
El Lago Hengshui es el segundo lago más grande del norte de China de agua dulce, ocupa una superficie total de 75 kilómetros cuadrados al sur de la ciudad de Hengshui. En sus aguas habitan muchas aves, incluyendo grúas de corona roja, cisnes, pelícanos, gansos salvajes y gaviotas. En la actualidad, se ha convertido en reserva.